# Fiorenza Sanudo
Fiorenza Sanudo (... – 1371) fu il settimo duca (e la prima duchessa) del Ducato di Nasso dal 1362.

## Biografia
Fiorenza Sanudo era la figlia di Giovanni I Sanudo. Nel 1362 divenne duchessa dopo la morte del padre.
Sposò Giovanni dalle Carceri, signore di Negroponte, ma morì nel 1358 prima di diventare duchessa. Ebbero un figlio, Niccolò III dalle Carceri.
Dopo la morte del marito cercò di risposarsi, prima con Vignoso (signore di Chio di origini genovesi) e poi con Nerio I Acciajuoli (futuro Duca di Atene), ma i potenziali pretendenti hanno sempre avuto il veto della Repubblica di Venezia. La Serenissima la portò poi a Candia e fu costretta a sposare nel 1364 il cugino Nicola II Sanudo, chiamato Spazzabanda, signore di Andros, da cui ebbe solo figlie: Maria (che ha ereditato la signoria di Andros), ed Elisabetta Sanudo.
Morì nel 1371 e a succederle nel titolo di duca fu il figlio Niccolò III dalle Carceri.